# My Nintendo
My Nintendo (マイニンテンドー?, Mai Nintendō), successore del Club Nintendo, è un programma di fidelizzazione fornito da Nintendo. Il programma permette ai giocatori di ottenere punti giocando ai giochi o acquistandoli. I punti possono essere spesi per ottenere premi come giochi digitali o sconti. My Nintendo è stato lanciato prima in Giappone il 17 marzo 2016 e successivamente in tutto il mondo il 31 marzo 2016, con la pubblicazione della prima applicazione mobile di Nintendo, Miitomo.
My Nintendo era originariamente il nome di un programma di registrazione fornito da Nintendo of America lanciato nel 2002. Permetteva agli utenti di registrare i propri giochi e console sul sito web di Nintendo utilizzando un codice stampato incluso con i prodotti. Questo servizio è stato sostituito da una versione nordamericana del Club Nintendo nel dicembre 2008.

## Caratteristiche
Completando varie "missioni", i giocatori guadagnano tre diversi tipi di valuta; Punti d'oro, Punti di platino e Punti di platino esclusivi di alcune applicazioni mobile (Super Mario Run, Animal Crossing: Pocket Camp, Fire Emblem Heroes) che possono essere scambiati con premi, inclusi download di giochi digitali per Wii U e Nintendo 3DS, sconti su software acquistati dal Nintendo eShop o dal My Nintendo store e altri elementi digitali come temi scaricabili per Nintendo 3DS. I punti d'oro si ottengono acquistando software (aggiunti automaticamente all'account in caso di acquisto digitale, acquisto fisico riscattabile solo entro un periodo di tempo prestabilito dal rilascio del gioco) mentre i punti di platino vengono guadagnati eseguendo azioni come collegarsi ai social media o accedere al Nintendo eShop o (precedentemente) al Miiverse settimanale. I punti di platino esclusivi delle applicazioni vengono guadagnati completando missioni al loro interno e possono essere utilizzati per acquistare premi all'interno dell'applicazione o combinati con i normali Punti di platino da spendere per i premi principali. Il 6 marzo 2018 è stata resa disponibile la possibilità di utilizzare i Punti d'oro nell'eShop di Nintendo Switch. L'8 settembre 2020 è stata resa disponibile la prima serie di premi fisici utilizzando i punti platino.

## Storia
Nel gennaio 2015, Nintendo ha annunciato che Club Nintendo sarebbe stato chiuso in tutte le regioni, con l'annuncio di un nuovo programma fedeltà in un secondo momento. Club Nintendo è stato interrotto in Europa il 30 settembre.
A febbraio 2016, è stato annunciato che il suo sostituto, My Nintendo, sarebbe stato lanciato il mese successivo in 39 paesi, insieme alla nuova applicazione mobile di Nintendo Miitomo e al nuovo sistema di account Nintendo.
Il 1º dicembre 2016, My Nintendo ha aggiunto il supporto per l'account bambino, consentendo agli utenti di età inferiore a 13 anni di utilizzare il servizio con il controllo dei genitori o del tutore. Gli account degli utenti adulti possono anche aggiungere bambini di età compresa tra 13 e 17 anni inclusi.
Il 27 marzo 2023, Nintendo ha interrotto i premi di temi, giochi e componenti aggiuntivi per Wii U e 3DS, oltre a chiudere il negozio e il negozio di temi 3DS.